# صفحه هند-استرالیا

صفحهٔ نارنجی کم‌رنگ، صفحهٔ هند-استرالیا است.

صفحهٔ هند-استرالیا یکی از بشقاب‌های زمین‌ساختی بزرگ است که شامل استرالیا و اقیانوس پیرامون آن است و به شمال‌غربی شبه‌قارهٔ هند و آب‌های مجاور آن گسترش می‌یابد. این صفحه از اتصال دو صفحهٔ هند و صفحهٔ استرالیا در ۴۳ میلیون سال پیش ساخته شده‌است.